# Gare des Clairières de Verneuil
La gare des Clairières de Verneuil est une gare ferroviaire française de la ligne de Paris-Saint-Lazare au Havre. Elle est située Place de la Résistance, sur le territoire de la commune de Verneuil-sur-Seine, dans le département des Yvelines.

## Situation ferroviaire
Établie à 27 mètres d'altitude, la gare des Clairières de Verneuil est située au point kilométrique 37,030 de la ligne de Paris-Saint-Lazare au Havre, entre les gares de Vernouillet - Verneuil et des Mureaux.

## Histoire
La gare est située sur la ligne de Paris-Saint-Lazare au Havre. Cette ligne a été ouverte en 1843 et électrifiée en 1966 en 25 kV - 50 Hz.

## Fréquentation
Selon les estimations de la SNCF, la fréquentation annuelle de la gare figure dans le tableau ci-dessous.
| Année     | 2023    | 2022    | 2021    | 2020    | 2019    | 2018    | 2017    | 2016    | 2015    |
| --------- | ------- | ------- | ------- | ------- | ------- | ------- | ------- | ------- | ------- |
| Voyageurs | 488 969 | 459 575 | 368 213 | 194 818 | 375 772 | 385 612 | 398 401 | 402 805 | 405 538 |

## Service des voyageurs

### Desserte
La gare est desservie par les trains de la ligne J du Transilien (réseau Paris-Saint-Lazare). Le bâtiment abritant les caisses est très rarement ouvert. On accède donc la plupart du temps aux quais par la sortie de nuit, puis en empruntant un escalier menant à la passerelle d'accès au quai central.
En période de pointe, seul un train sur deux s'arrête à cette gare en exploitation normale (missions LOLA avec terminus Les Mureaux).

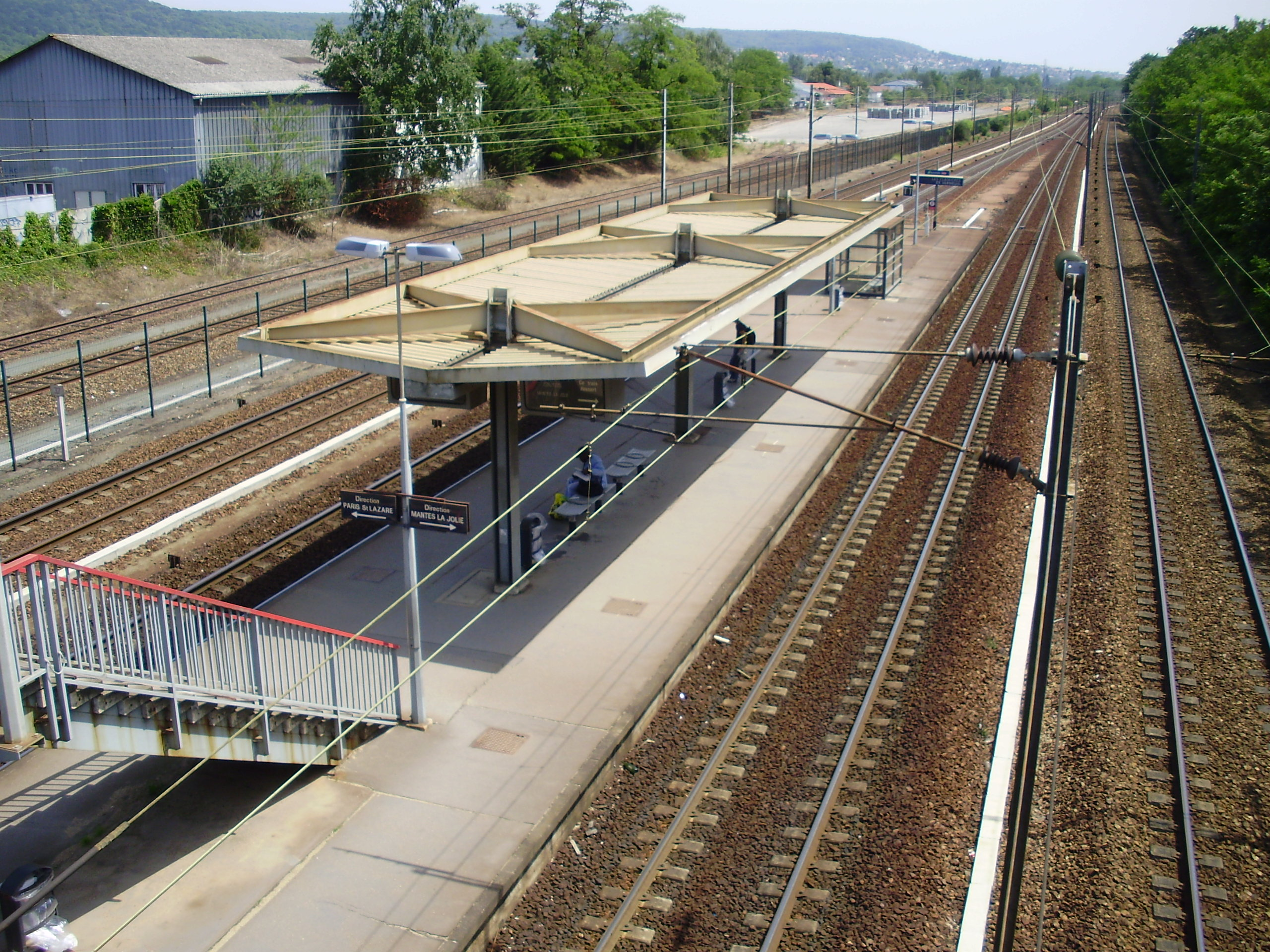
Vue du quai central en direction de Paris.

### Intermodalité

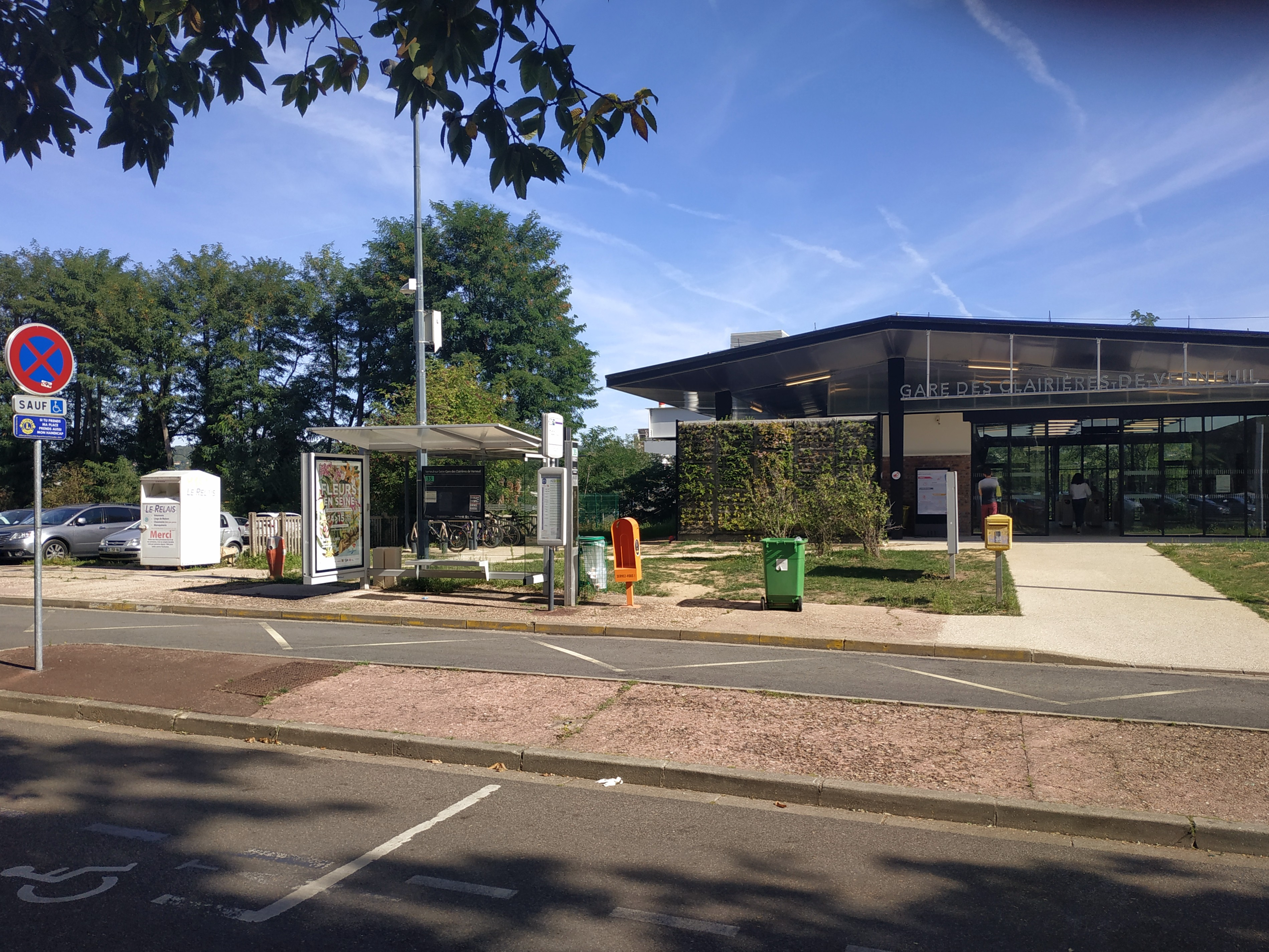
Vue de l'arrêt des bus, à proximité du bâtiment voyageurs.

La gare est desservie par la ligne 17 du réseau de bus de Poissy - Les Mureaux et, la nuit, par la ligne N151 du réseau Noctilien. L'arrêt de bus, commun aux deux lignes, est situé juste devant le bâtiment voyageurs, le long de la route effectuant le tour de la place de la Résistance. L'arrêt étant situé sur une voirie en sens unique, il est desservi par les bus, que ce soit en direction du centre de Verneuil-sur-Seine et vers Paris ou vers Mantes-la-Jolie. 

## Projets
Cette gare devrait être desservie par la ligne E du RER à la fin de 2026. Afin de prendre en compte les caractéristiques du matériel roulant qui équipera la future ligne, les quais ont été rehaussés du 14 juillet au 14 août 2016,. Dans le même temps, l'escalier mécanique a été démonté au profit d'un nouveau dispositif mieux adapté au transport des personnes à mobilité réduite.

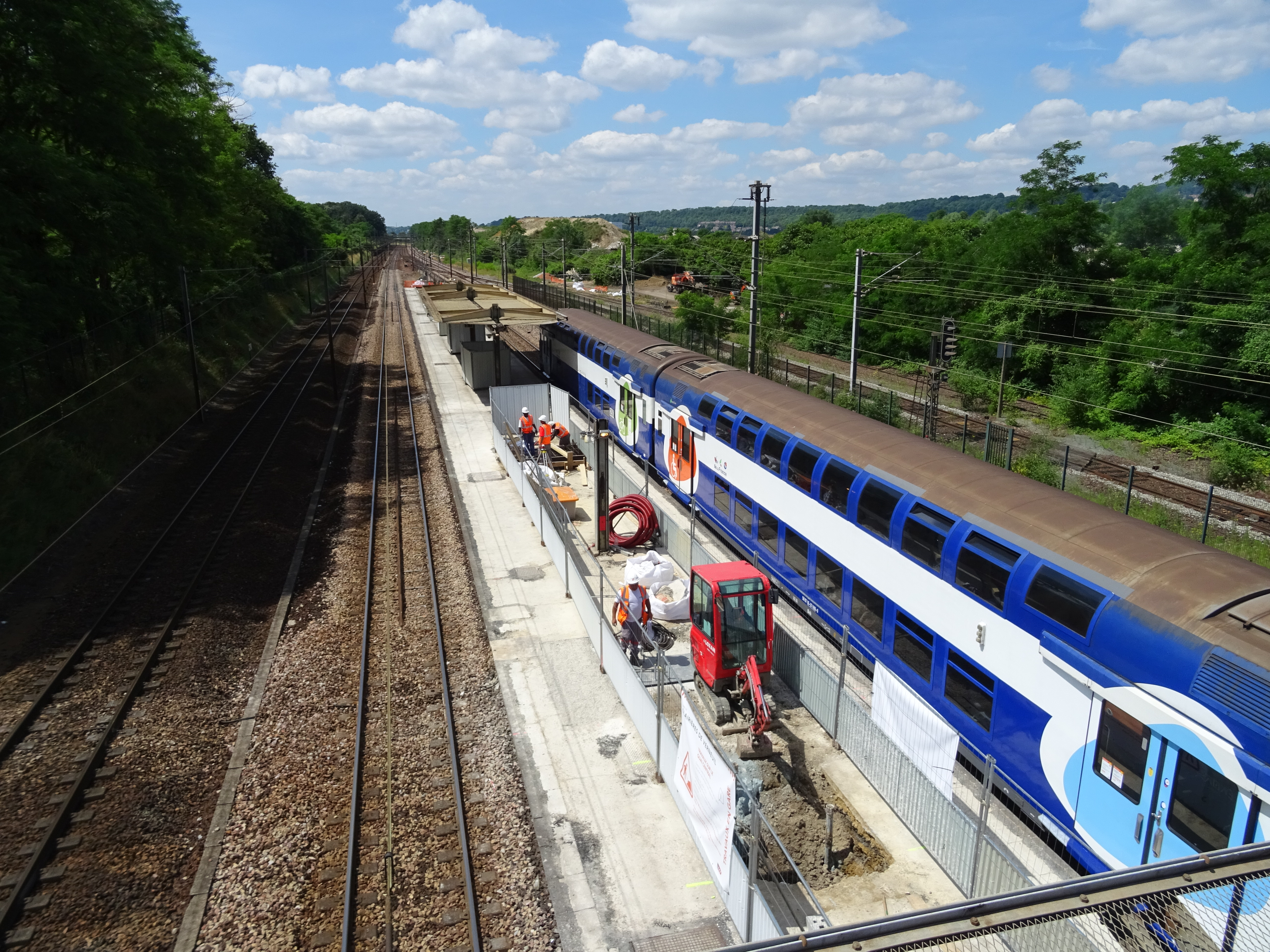
Travaux sur le quai après la démolition de l'escalier mécanique.
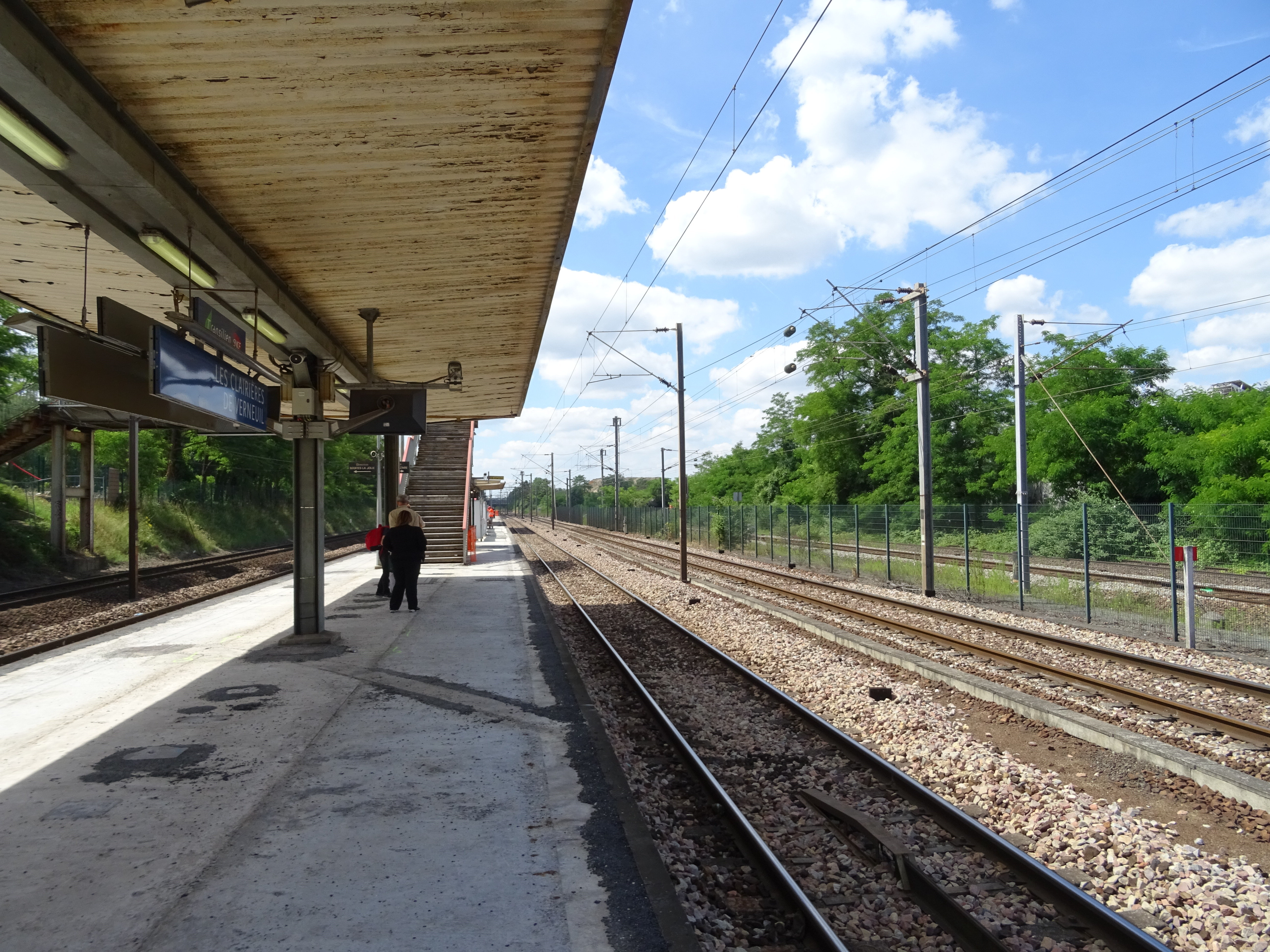
Quai central en travaux en juillet 2016.

La gare a donc accueilli une nouvelle passerelle légèrement décalée vers l'ouest (photos ci-dessous). Deux nouveaux escaliers fixes permettent l'accès à cette passerelle, qui est équipée d'ascenseurs de chaque côté.

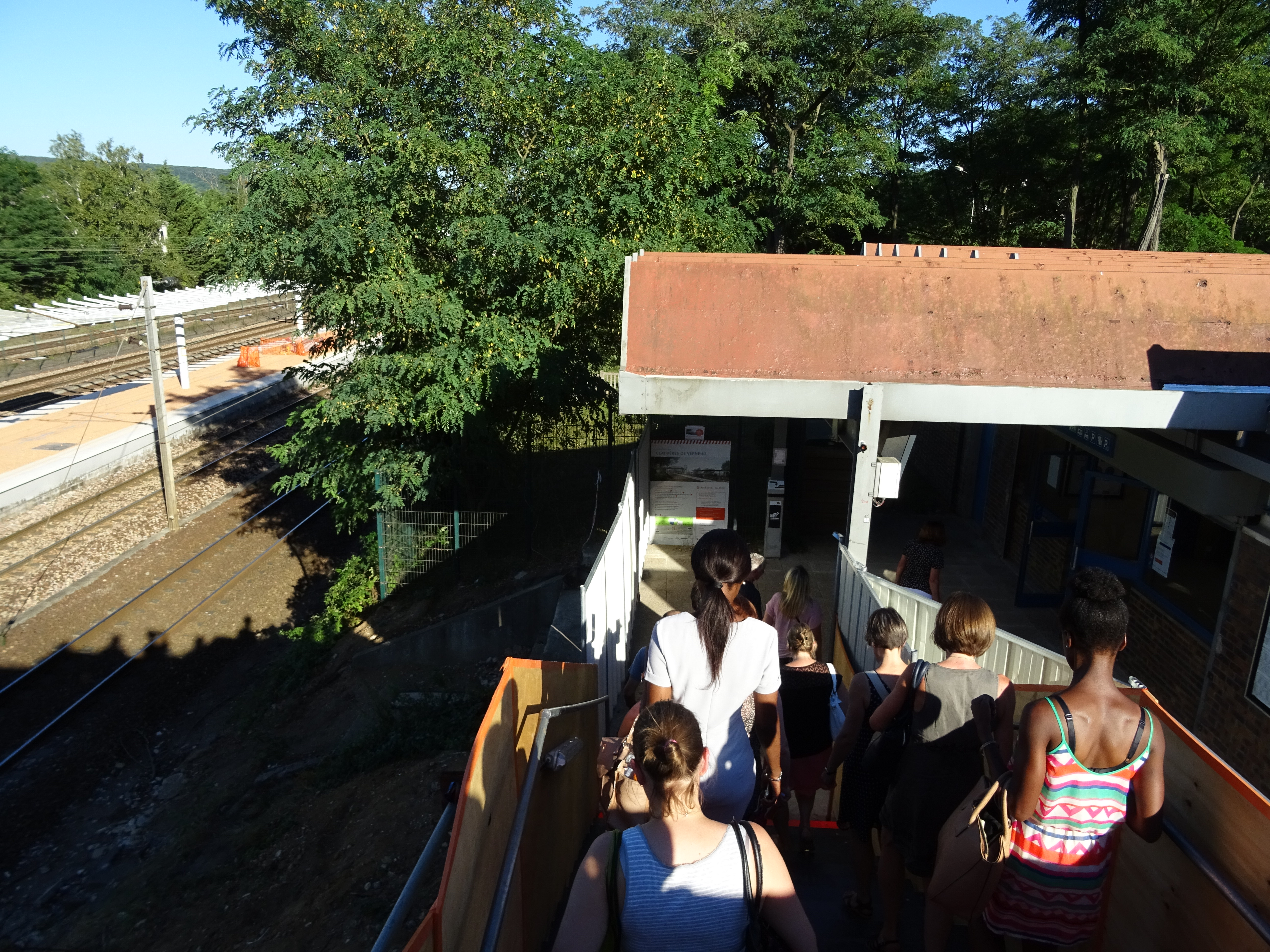
Voyageurs descendant les escaliers.
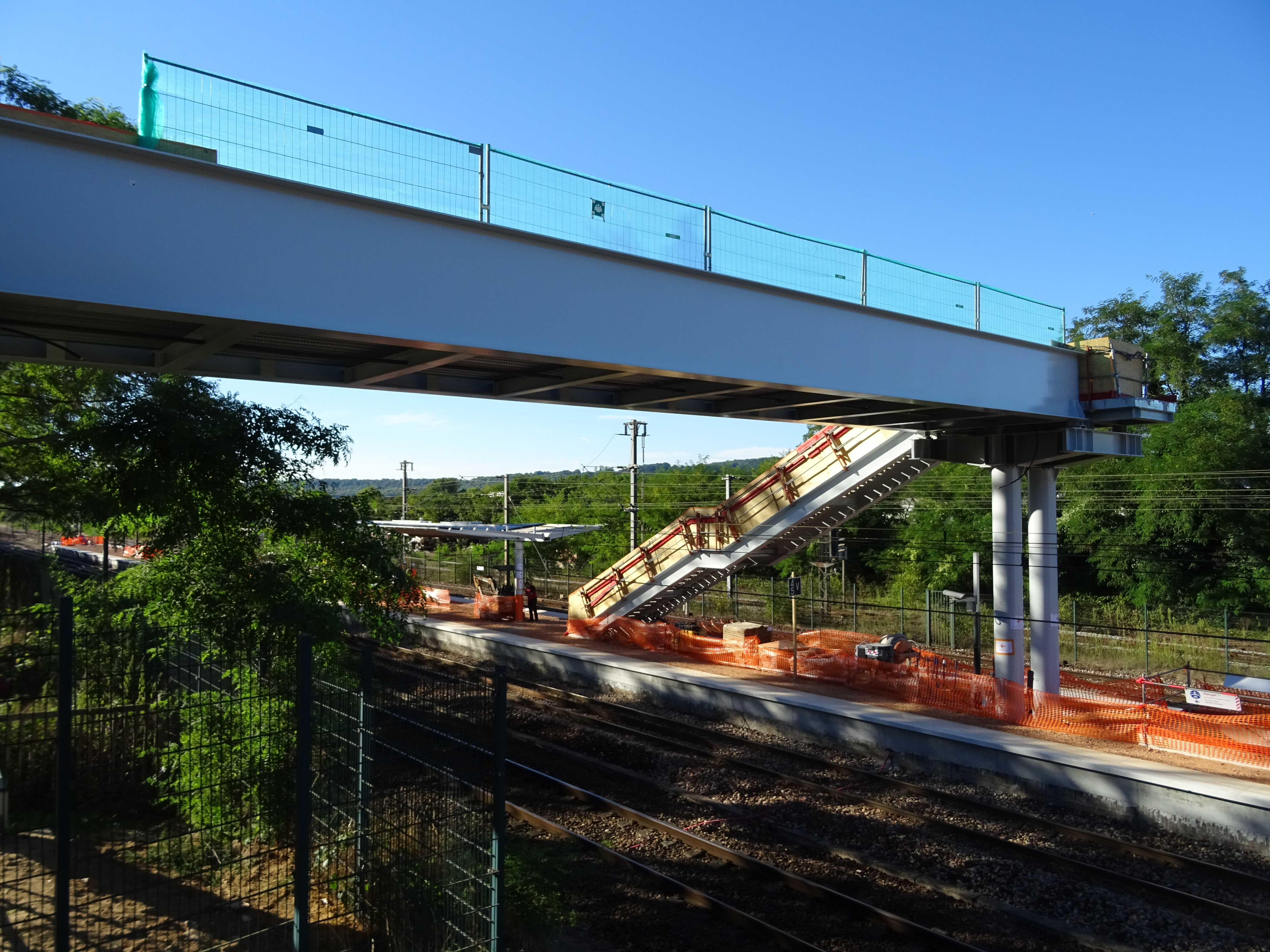
Nouvelle passerelle.